# Гульрипш
Гулрыпш, Гульри́пш, Гулрыпщ (абх. Гәылрыҧшь — Гулры́пш, груз. გულრიფში — Гулри́пши) — посёлок городского типа в Абхазии, в Гулрыпшском районе частично признанной Республики Абхазия, согласно административному делению Грузии — в Гульрипшском муниципалитете Абхазской Автономной Республики, их центр, расположенный в 12 километрах юго-восточнее города Сухума на берегу Сухумской бухты Чёрного моря.

## Население
По данным переписи 1989 года население посёлка достигло 10 697 жителей, из которых грузины составляли 38,4 %, русские — 36,4 %, армяне — 9,6 %, абхазы — 4,1 %. После военных действий начала 1990-х годов численность населения резко сократилась.
По данным переписи 2011 года численность населения составила 3910 человек, из них 44,4 % — абхазы (1735 человек), 27,1 % — русские (1058 человек), 16,3 % — армяне (638 человек), 5,2 % — грузины (202 человека), 2,5 % — украинцы (96 человек), 0,9 % — греки (36 человек).
| Численность населения | Численность населения | Численность населения | Численность населения | Численность населения | Численность населения | Численность населения | Численность населения |
| 1886                  | 1926                  | 1970                  | 1979                  | 1989                  | 2003                  | 2011                  | 2015                  |
| --------------------- | --------------------- | --------------------- | --------------------- | --------------------- | --------------------- | --------------------- | --------------------- |
| 112                   | ↗4906                 | ↘3363                 | ↗8012                 | ↗10 697               | ↘3575                 | ↗3910                 | ↘3898                 |
| 2016                  | 2017                  | 2018                  | 2019                  | 2020                  |                       |                       |                       |
| ↘3890                 | ↘3857                 | ↗3863                 | ↗3865                 | ↘3847                 |                       |                       |                       |

## Инфраструктура и достопримечательности
В Гулрыпше находится небольшая церковь, которая была построена в начале XX века по проекту Н. Н. Смецкого.
В период между 1902 и 1913 годами Николай Смецкой построил в местности Абгыдзара (ныне — посёлок Агудзера, входящий в состав посёлка городского типа Гулрыпш) три санатория для больных лёгочными заболеваниями и основал несколько парков с субтропическими растениями. После революции 1917 года санатории были национализированы.

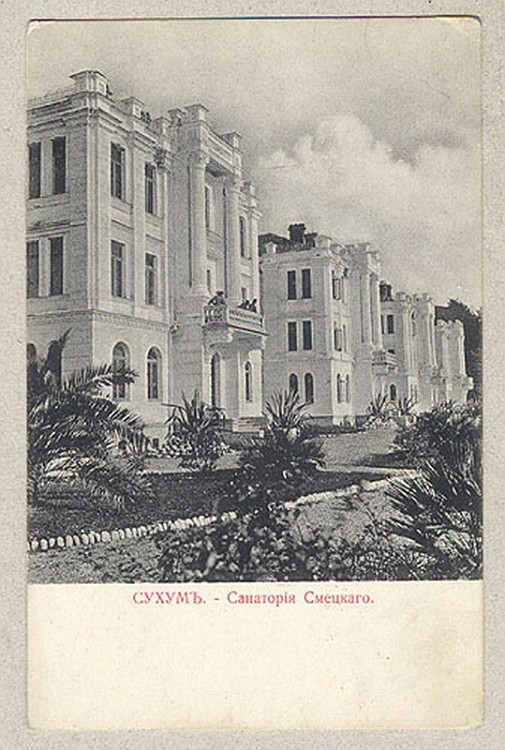
Санаторий Смецкого («Белый корпус»). Открытка 1900-х годов.
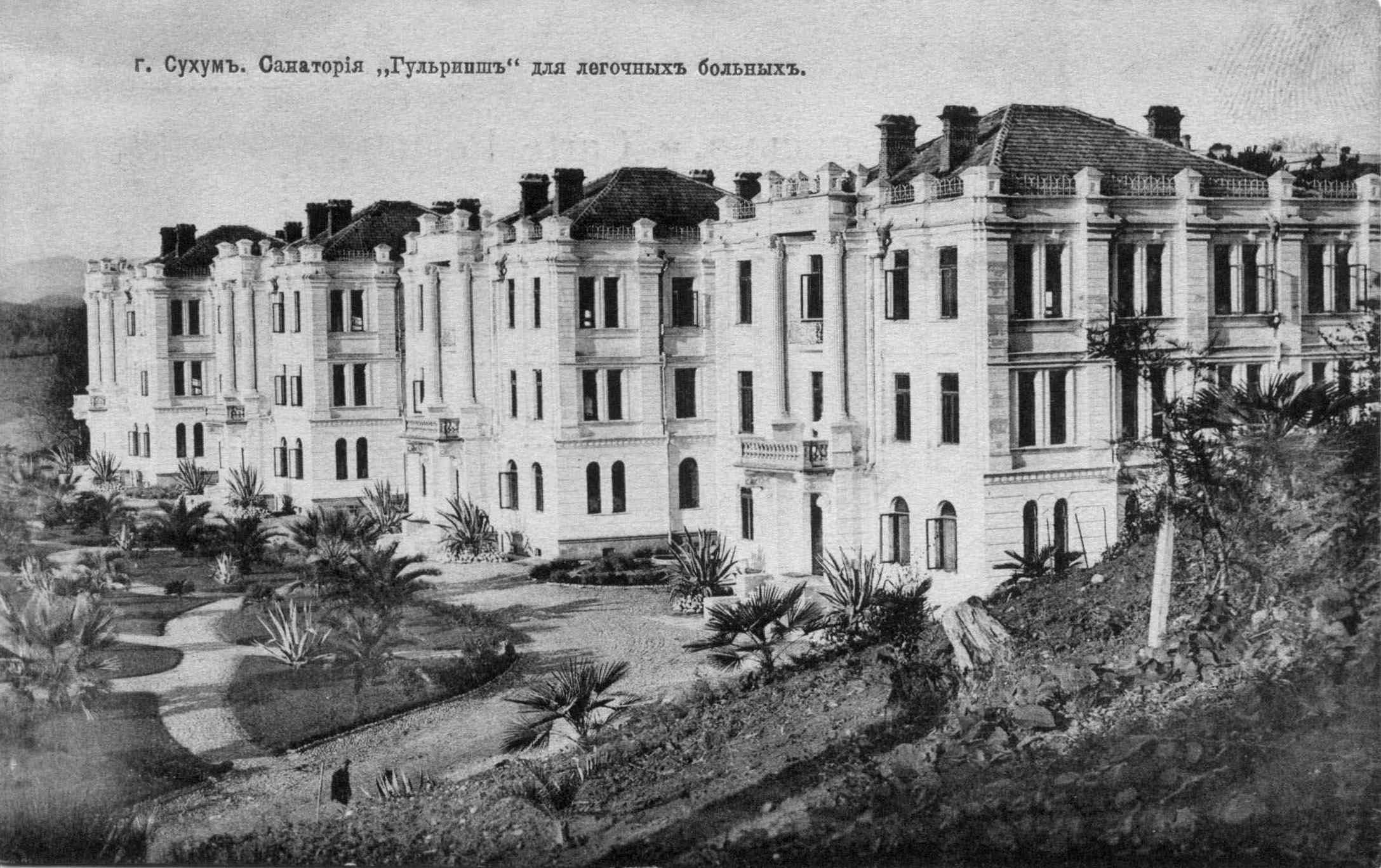
Санаторий Смецкого («Белый корпус»). Открытка 1900-х годов.
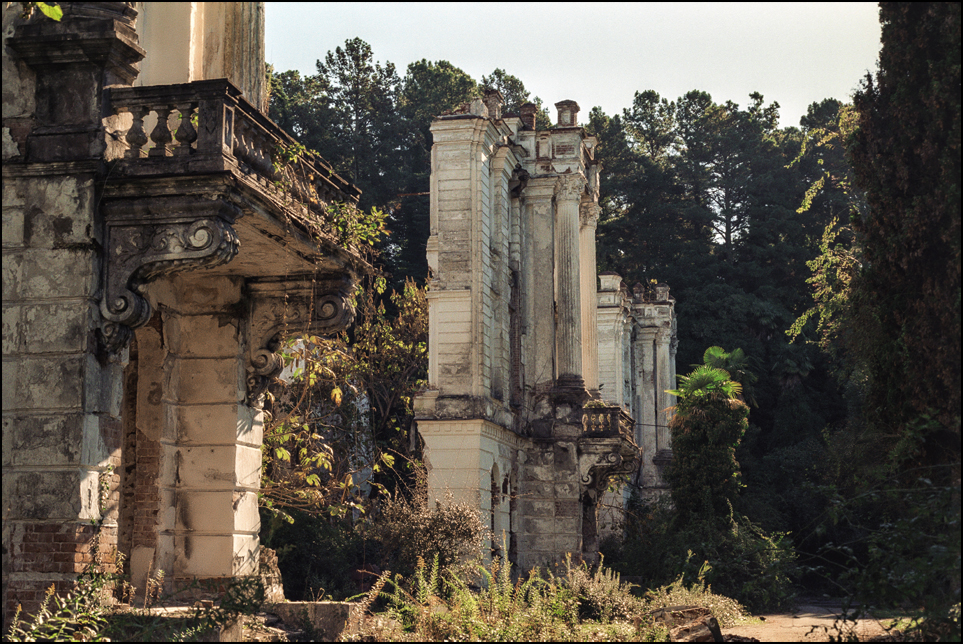
Руины «Белого корпуса». 2014 год.